# Yangxin (Huangshi)

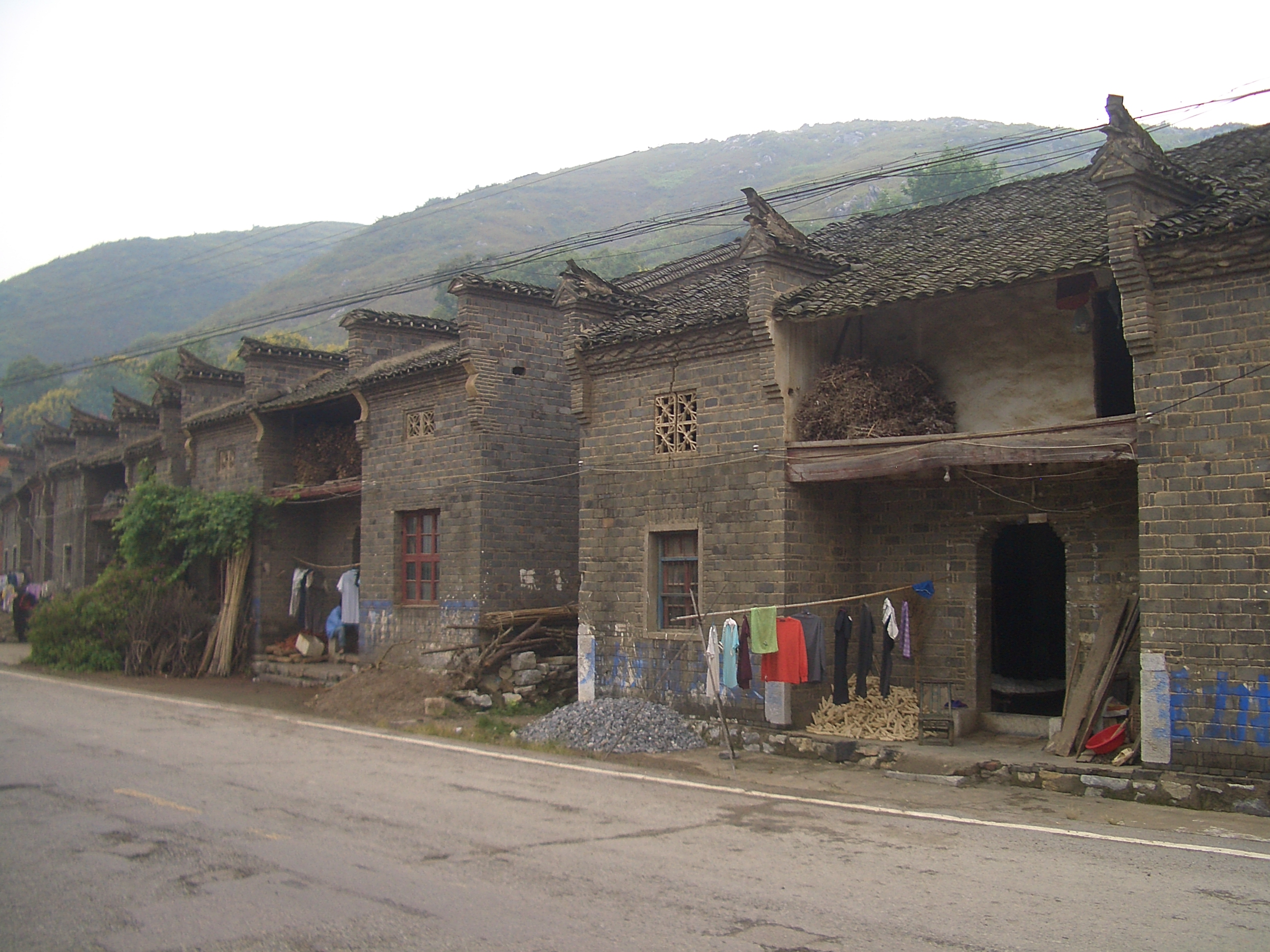
Häuser in traditioneller Ziegelbauweise im Kreis Yangxin.

Der Kreis Yangxin (chinesisch 阳新县, Pinyin Yángxīn Xiàn) ist ein Kreis in der chinesischen Provinz Hubei. Er gehört zum Verwaltungsgebiet der bezirksfreien Stadt Huangshi. Er hat eine Fläche von 2.783 km² und zählt 912.800 Einwohner (Stand: Ende 2019).
Die revolutionären Stätten von Longgang (Longgang geming jiuzhi 龙港革命旧址) stehen seit 2001 auf der Liste der Denkmäler der Volksrepublik China (5-493).